# Coccyzus
Coccyzus Vieillot, 1816 è un genere di uccelli cuculiformi della famiglia Cuculidae.

## Descrizione
Le specie appartenenti a Coccyzus sono cuculi di taglia variabile, dal piccolo cuculo delle mangrovie ai grandi cuculi lucertola. Hanno tutti corpi slanciati, lunghe code e forti zampe, e la maggior parte ha un sottocoda bianco.
Questi uccelli si nutrono di grossi insetti, come cicale, vespe e bruchi, e i più grandi cuculi lucertola anche di vertebrati, che come indica il nome sono soprattutto lucertole.
Diversamente dalle specie del Vecchio Mondo, questi cuculi costruiscono un nido proprio sugli alberi e vi depongono due o più uova. Alcune specie, come il cuculo beccogiallo e il cuculo becconero, possono però depositare un uovo nei nidi di altre specie, ma non sono parassiti di cova obbligati come il cuculo comune.

## Distribuzione e habitat
Il genere Coccyzus è distribuito in tutta l'America. Le specie che nidificano nel Nord America sono comunque grandi migratrici e passano l'inverno nell'America Centrale e Meridionale e alcune vengono osservate anche in Europa occidentale come uccelli di passo. Vivono in una gran varietà di zone boscose e nelle foreste di mangrovie.

## Tassonomia
Il genere comprende 13 specie:
- Coccyzus melacoryphus Vieillot, 1817 - cuculo beccoscuro
- Coccyzus americanus (Linnaeus, 1758) - cuculo americano o cuculo beccogiallo
- Coccyzus euleri Cabanis, 1873 - cuculo ventrebianco o cuculo pettoperlato
- Coccyzus minor (Gmelin, 1788) - cuculo delle mangrovie
- Coccyzus ferrugineus Gould, 1843 - cuculo di Cocos
- Coccyzus erythropthalmus (Wilson, 1811) - cuculo occhirossi o cuculo becconero
- Coccyzus lansbergi Bonaparte, 1850 - cuculo capogrigio o cuculo di Lansberg
- Coccyzus pluvialis (Gmelin, 1788) - cuculo panciacastana o cuculo ventrecastano americano
- Coccyzus rufigularis Hartlaub, 1852 - cuculo pettobaio o cuculo pettorosiccio americano
- Coccyzus vetula (Linnaeus, 1758) - cuculo lucertola della Giamaica
- Coccyzus merlini (d'Orbigny, 1839) - cuculo lucertola maggiore
- Coccyzus vieilloti (Bonaparte, 1850) - cuculo lucertola di Portorico
- Coccyzus longirostris (Hermann, 1783) - cuculo lucertola di Hispaniola